# راجرز و هارت

راجرز و هارت (انگلیسی: Rodgers and Hart) یک تیم دونفره ترانه‌نویسی و ترانه‌سرایی آمریکایی متشکل از ریچارد راجرز (۱۹۰۲–۱۹۷۹) و لورنز هارت (۱۸۹۵–۱۹۴۳) بود. آنها از سال ۱۹۱۹ تا زمان مرگ هارت در سال ۱۹۴۳ بر روی ۲۸ نمایش موزیکال و بیش از ۵۰۰ آهنگ با هم همکاری داشتند.
از فیلم‌هایی که این تیم هنری در آن‌ها نقش داشته است، می‌توان به جشن هالیوود اشاره نمود.